# Epistomia bursaria
Epistomia bursaria är en mossdjursart som först beskrevs av Carl von Linné den yngre 1758.  Epistomia bursaria ingår i släktet Epistomia och familjen Epistomiidae. Inga underarter finns listade i Catalogue of Life.